# Westland P.1056/1061
Westland P.1056/1061 – niezrealizowany projekt brytyjskiego samolotu myśliwsko-bombowego z napędem odrzutowym wytwórni Westland Aircraft, który miał zstąpić w linii samoloty De Havilland Mosquito.

## Historia
Projekt nowej maszyny myśliwsko-bombowej opracował inżynier William Edward Willoughby „Teddy” Petter, dyrektor techniczny i główny inżynier wytwórni Westland Aircraft. W 1944 roku, z własnej inicjatywy zaprojektował on maszynę napędzaną dwoma silnikami turboodrzutowymi z wlotami powietrza umieszczonymi w dziobie samolotu, przypominającymi rozwiązanie zastosowane w radzieckim myśliwcu MiG-15. Pojedynczy wlot, podzielony pionową przegrodą rozdzielającą powietrze do dwóch oddzielnych kanałów. Same silniki umieszczone miały być w środkowej części owalnego kadłuba, za kabiną pilotów. Dwuosobowa załoga miała do dyspozycji kokpit z fotelami umieszczonymi obok siebie jak w klasycznym Mosquito. Samolot miał dysponować klasycznym usterzeniem i prostymi skrzydłami. Uzbrojenie miało składać się z czterech działek kalibru 20 mm umieszczonych w dolnej, przedniej części kadłuba. W tylnej części kadłuba, za silnikami znajdować się miała komora bombowa. Wstępnie przewidywano dwie wersję różniące się umieszczeniem podwozia. Samolot miał posiadać chowane, trójkołowe podwozie. W wersji P.1056 z kółkiem ogonowym, a w wersji P.1061 z przednią golenią. Projekt został zakończony na etapie budowy makiety przedniej i środkowej części kadłuba. Pomimo wstępnego zainteresowania projektem brytyjskiego Ministerstwa Lotnictwa, zarząd Westland Aircraft nie widział sensu w jego kontynuacji, skupiając się na innych pracach. Sam W. E. W. Petter przeszedł wraz ze swoim projektem do English Electric, gdzie zebrane doświadczenia wykorzystał w konstrukcji samolotu English Electric Canberra.